# 哈德伍德阿克斯 (密歇根州)
哈德伍德阿克斯（英語：Hardwood Acres）是位於美國密歇根州本西縣的一個普查規定居民點。

## 人口
根據2020年美國人口普查的數據，哈德伍德阿克斯的面積為1.40平方千米，當中陸地面積為1.38平方千米，而水域面積為0.02平方千米。當地共有人口393人，而人口密度為每平方千米280.71人。